# Villiers-Vineux
Villiers-Vineux é uma comuna francesa na região administrativa de Borgonha-Franco-Condado, no departamento de Yonne. Estende-se por uma área de 11,17 km². Em 2010 a comuna tinha 286 habitantes (densidade: 25,6 hab./km²).